# Carlos Menem
Carlos Saúl Menem (Anillaco, 2 juli 1930 – 14 februari 2021) was een Argentijns politicus. Hij was president van Argentinië van 1989 tot 1999 voor de Peronistische Partij.

## Achtergrond
Menem werd geboren in een islamitische familie als zoon van Saúl Menem en Mohibe Akil, die vanuit Syrië waren geëmigreerd en waren gaan wonen in het stadje Anillaco, in de Argentijnse provincie La Rioja. Hij studeerde rechten aan de universiteit van Córdoba en werd aanhanger van Juan Perón. In 1957 werd hij gearresteerd toen hij deelnam aan een gewelddadige demonstratie tegen president Pedro Eugenio Aramburu.
Vanwege zijn politieke aspiraties bekeerde hij zich tot het rooms-katholicisme, maar de banden met het land van zijn ouders bleven sterk. In 1964 reisde hij naar Syrië, waar hij Zulema Fátima Yoma ontmoette, ook een Syrisch-Argentijnse, met wie hij in 1966 trouwde. Hij was ook voorzitter van de Syrisch-Libanese Associatie van La Rioja.
Menem scheidde van Zulema Yoma in 1991. Hun dochter Zulema María Eva Menem vervulde vanaf dat moment eigenlijk de rol van first lady bij gelegenheden tijdens haar vaders presidentschap. In 1995 stierf zijn zoon Carlos Saúl Facundo Menem Yoma bij een helikoptercrash. Ook al was het officieel een ongeluk, volgens aanhangers van samenzweringstheorieën was het een moord. In mei 2001, trouwde Menem met de Chileense tv-presentatrice en model Cecilia Bolocco (Miss Universe 1987), die 35 jaar jonger is. Ze kregen een kind, Máximo Menem.

## Politieke carrière
Carlos Menem werd gouverneur van de staat La Rioja in 1973. Van 1976 tot 1981 zat hij gevangen vanwege het militaire bewind. In oktober 1983, na de terugkeer van de democratie werd hij herkozen.

### President
Hij werd gekozen als president in 1989, en volgde daarmee Raúl Alfonsín op. Zijn campagne stond bol van kreten over een "productieve revolutie" and "salariazo" (jargon voor grote loonstijgingen), voornamelijk gericht op de arbeidersklasse, de traditioneel grootste steungroep van de peronisten.

#### Economie
Menem werd president midden in een tijd van hyperinflatie en recessie. Zijn nieuw benoemde minister Domingo Cavallo hervormde de economie sterk en koppelde de Argentijnse peso aan de Amerikaanse dollar. Privatisering van bedrijven, (met name uit de olie-, telefonie-, gas- en elektriciteitsproducenten) hielpen de inflatie te beteugelen (van 5000% per jaar in de jaren 80 tot bijna nul in het begin van de jaren 90). Dit ging wel vaak ten koste van de werkgelegenheid. In 1991 hielp hij bij de oprichting van de Mercosur.
Menem kwam in de problemen toen de waarde van de dollar begon te stijgen in 1995. Ook hoge buitenlandse schulden in combinatie met de Tequilacrisis in Mexico, de crisis in Oost-Azië, en de Russische economische crisis in 1998, leidden tot een steeds grote crisis. Argentinië viel zo weer terug in de categorie van landen met grote economische problemen en gigantische buitenlandse schulden.

#### Politiek
Menem werd beschuldigd van corruptie na een aanslag op de Israëlische ambassade in 1992. Hij zou geld hebben ontvangen van Hezbollah. Naar deze zaak loopt nog steeds een onderzoek.
Menem herstelde de betrekkingen met Groot-Brittannië, die waren verbroken tijden de Falklandoorlog. Ook grensconflicten met Chili werden vredig opgelost.
In 1994 wist hij de grondwet aan te passen, waardoor hij voor een tweede maal kon deelnemen aan de verkiezingen. De ambtstermijn van de president werd teruggebracht van zes tot vier jaar. Deze aanpassing zorgde ook voor een uitbreiding van zijn bevoegdheden en die van andere bewindspersonen zoals de gouverneur en burgemeester van Buenos Aires.
Zijn meest bekritiseerde actie is het pardon dat hij verleende aan Jorge Rafael Videla, Emilio Massera, Leopoldo Galtieri en andere leiders van de dictatuur tussen 1976 en 1983. Hij verleende ook gratie aan verschillende opstandelingen, waaronder Mario Firmenich, de commandant van de Montoneros die op dat moment een celstraf van dertig jaar uitzat. Dit alles gebeurde met "nationale verzoening" als motief. Menem zou tijdens zijn verkiezingscampagne miljoenen dollars van de voormalige opstandelingen hebben ontvangen in ruil voor de gratieverlening. Zijn neoliberale beleid kwam hem ook op kritiek te staan.

### Verdere politieke carrière
Zijn grondwetswijziging werd ongeldig verklaard waardoor hij niet voor de derde opeenvolgende maal kandidaat kon zijn voor het presidentschap.
In april 2003 nam hij wel weer deel aan de verkiezingen. Hij won de eerste ronde met glans, maar toen bleek dat hij de tweede ronde zou verliezen van Néstor Kirchner trok hij zich terug. In augustus 2007 deed hij nog een gooi naar het gouverneurschap van La Rioja, maar verloor.
In oktober 2005 deed hij mee aan verkiezingen voor de Senaat. Hij won daarin een zetel.

## Rechtsvervolging
Op 8 maart 2013 werd Menem in hoger beroep schuldig bevonden aan wapensmokkel aan Kroatië en Ecuador in de jaren 90, iets waarvan hij in 2011 nog was vrijgesproken. Tegen beide landen gold destijds een wapenembargo. Op 13 juni 2013 werd hij veroordeeld tot een celstraf van zeven jaar. Als senator genoot hij echter nog immuniteit van rechtsvervolging, waardoor hij tot het verstrijken van zijn zittingstermijn niet vastgezet kon worden. Op 3 november 1995 vond een ontploffing plaats in een munitiefabriek in Rio Tercero. Hierbij kwamen zeven mensen om en verder raakten meer dan 300 personen gewond en bijna 20.000 inwoners werden geëvacueerd. Aanvankelijk dacht men aan een ongeval, maar tijdens het onderzoek bleek er opzet in het spel te zijn. Volgens de onderzoekers werd de fabriek opzettelijk vernietigd om te verdoezelen dat militair materieel ontbrak als gevolg van de illegale verkoop van wapens in de periode 1991-1995.
- Biblioteca Nacional de España: XX1045348
- Bibliothèque nationale de France: cb121150450 (data)
- CiNii: DA07259496
- Gemeinsame Normdatei: 119323206
- International Standard Name Identifier: 0000 0001 1028 8448
- Library of Congress Control Number: n86125059
- Nationale Bibliotheek van Israël: 987007265374305171
- Nationale en Universitaire bibliotheek Zagreb: 000116927
- Nederlandse Thesaurus van Auteursnamen: 183745477
- Réseau des bibliothèques de Suisse occidentale: 02-A003583633
- SNAC: w69w22sg
- Système universitaire de documentation: 030737915
- Virtual International Authority File: 68960646
- WorldCat: E39PBJqfC3VfMrJvhVkBdprcyd